# Wólka Piaseczna
Wólka Piaseczna [pronunciación en polaco: /ˈvulka pjaˈsɛt͡ʂna/] es un pueblo en el distrito administrativo de Gmina Goniądz, dentro del Distrito de Mońki, Voivodato de Podlaquia, en el noreste de Polonia. Se encuentra a unos 5 kilómetros al norte de Goniądz, 16 kilómetros al norte de Mońki, y 55 kilómetros al noroeste de la capital regional Białystok .
Entre agosto y septiembre de 1944 el pueblo fue pacificado por la Wehrmacht. Como resultado, algunos de los residentes fueron transportados a trabajar como trabajadores forzados, mientras que 8 residentes fueron asesinados. Los edificios del pueblo fueron demolidos o quemados, mientras que el ganado fue robado.